# Stay Behind - Min farfars hemmelige krig
|  | Denne artikel er oprettet af botten Steenthbot ud fra en ekstern database. Den kan derfor have sproglige fejl eller mangler. Denne skabelon kan fjernes efter kontrol af indholdet. |

Stay Behind - Min farfars hemmelige krig er en dansk dokumentarfilm fra 2017 instrueret af Ida Grøn.

## Handling
Instruktør Ida Grøn har altid været tæt med sine bedsteforældre, men noget tyder på, at hendes farfar, Otto, ikke blot var den respekterede tandlæge og modstandsmand, som hun troede han var. Det tyder på, at han under den kolde krig arbejdede som agent for CIA i et hemmeligt, europæisk netværk. Otto benægter alt - men hvorfor sov han så med en pistol under hovedpuden, og hvorfor kan Otto og hans kone Dagmar ikke huske centrale detaljer om deres ophold i USA i 1950’erne, hvor de efterlod deres ellers blomstrende tandlægeforretning i Danmark? Efterhånden som Ida taler med dem, der har kendt ham, tegner de mange spor et andet billede end det, hendes farfar siger. En familiefortælling om loyalitet og dobbeltliv, der rækker fra Nordvestjyllands kyster til højteknologiske laboratorier og hemmelige arkiver, mens Ida og hendes far optrevler sandheden om sin farfars hemmelige krig.

## Medvirkende
- Otto Grøn
- Dagmar Grøn
- Ida Grøn
- Ole Grøn